# Lineodes metagrammalis
Lineodes metagrammalis là một loài bướm đêm trong họ Crambidae.